# Падлу, Жюль Этьенн
Жюль Этье́нн Падлу́ (фр. Jules Étienne Pasdeloup; 15 сентября 1819 года, Париж — 13 августа 1887 года, Фонтенбло) — французский дирижёр.
Обучался музыке в Парижской консерватории. Получил первый приз по программе сольфеджио (1832) и игре на фортепиано (1834). В 1851 году основал «Общество молодых артистов консерватории» (Société des jeunes artistes du conservatoire) в Париже, был дирижёром на концертах общества. Первый концерт состоялся 20 февраля 1853 года. В 1861—1884 годах руководил «Народными концертами классической музыки» в Cirque d’Hiver («Зимний цирк», фр.) в Париже (первый концерт 27 октября 1861 года). Позже концерты получили название «концерты Падлу» (Concerts Pasdeloup), отменены в 1884 году, возобновлены в 1886—1887 годах. В 1868 году Падлу создал «La Société des oratorios» («Общество ораторий»). Работал главным дирижёром в «Театр-лирик» (фр.) в Париже (1868—1870).